# Gitárfák

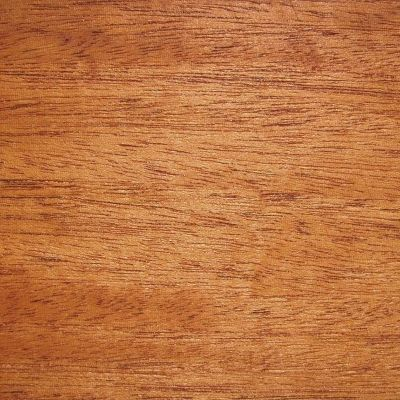
A mahagóni az egyik legelterjedtebb elektromos gitárfa fajta.

Minden gitártestül szolgáló fadarab egyedi. Fajtánként is különböznek, de az egyes fajokon belül is egyedi erezettel találkozhatunk. Az egyes fajták hangzásbeli tulajdonságai között komoly különbségek fedezhetők fel, csak úgy mint a gitár típusoknál is. Az elektromos gitároknál például a nehezebb (tömörebb) fáknak jobb a hangkitartásuk, fényesebb, tisztább hangzást adnak a hangszernek. Nem mindegy melyik fafajtához melyik hangszedőt építjük be, és az sem mindegy, hogy egy úgynevezett szendvics konstrukcióval, vagy egy homogén (egy fajta fából készült) gitártesttel állunk szemben.

## Elektromos gitár

### Jávor
A jávor, más néven juhar, különböző fajtái megtalálhatóak egész Európában, Észak-Amerikában, Kína keleti részén, Japánban, de még Iránban és Kazahsztánban is. Évszázadok óta kedvelt anyaga a hangszerépítésnek, s egy közepesen nehéz, szilárd fafajta, amelynek a keményebb változatai gitárnyakhoz kedveltek. Lágyabb és valamennyivel könnyebb fajtái a gitártestben nagyszerűek, nemcsak a széles spektrumú, gyors, nyílt és fényes hangzás miatt, hanem mert gyakran fantasztikus mintázatok is szerepelnek benne. Csak jávorfából készült gitároknál szinte kötelező az aktív elektronika a steril hangzás elkerülése érdekében. Ezen kívül nagyon jól színezhető is, mivel szép világos árnyalatú anyag. A jávor típusú nyakat általában Stratocaster fajtájú gitárokhoz használják.

### Mahagóni
A mahagóni is hasonlóan elterjedt anyag, mint a jávor. Ezzel a névvel is több tucat fajt illetnek, amelyek közép és Dél-Amerikától kezdve Afrikáig, sok felé nőnek különböző neveken, mint: sipo, aboudikvo, sapelli, kosikosi, konkonti, utile, stb. de az igazi mahagóni, ami Dél-Amerikából származik egyre ritkább és drágább. Ezt manapság már csak méregdrága speciális készítésű (angolul „custom shop”) hangszereknél használják. Nyers a színe, a fakó sárgásfehértől a rózsaszínen át a nehezebb és keményebb fajoknál a sötét vöröses barnáig változhat. Hangja sokkal vastagabb a jávorénál, erős közepekkel, melegebb magas tartománnyal. Ha a sötét hangzás valakinek nem tetszik, akkor egy megfelelő vastagságú jávorfa lappal, melyet még a hangszer készítése során a meglévő testre ragasztanak, a mahagóni hangja csilingelőbbé tehető. Még több magas timbre vihető a hangszerbe, a mahagóni nyak helyett jávorfa nyak alkalmazása esetén. Azok szeretik, akik hosszan csengő hangokat akarnak, telt hangzást és sok felharmonikust. Ezek a tulajdonságok például egy Les Paul típusú gitárra jellemzők.

### Éger
Az éger szintén nagyon kedvelt anyag. Megtalálható egész Európában, beleértve Skandináviát is. Ez egy elég könnyű és viszonylag puha fafajta, ezért nyakhoz nem alkalmas, viszont gitártesthez nagyon gyakran használják. Egy jávor nyakkal kombinálva, tiszta, sima magas tartományt kaphatunk, dinamikus, részletes közepekkel és meleg mélyekkel.

### Kőris
A kőris erős kontrasztos mintázata révén egy nagyon jellegzetes külsejű faanyag. Bármilyen átlátszó fényezés alatt jól mutat. Ennek is sok fajtája nő az egész világon. Főleg gitártestekhez használják jávor nyakkal. Az éger mellett ez a leggyakoribb anyag Stratocaster gitárokhoz. Kedveltebbek a lágyabb és könnyebb változatai, amit mocsári kőrisnek hívnak. Hangja nagyon gyors, dinamikus indítású és fényes. Hangkitartása még lebegősre állított (floating) Floyd Rose vibratoval is kiváló. Keményebb változatait sokan nem kedvelik agresszív felső-közép tartományaiért, de van, aki pont ezt keresi, hiszen ami egy gitárnak túl sok lehet, egy basszusgitárban nagyon kívánatossá válhat.

### Dió
Nagyszerű anyag a dió is. Különböző fajtái szinte egész világon megtalálhatók. Tulajdonságaiban sok rokonságot mutat a jávorral, azonban színe a csokoládébarnáig változatos árnyalatú lehet és gyönyörű mintázatokat mutathat. Hangjának jellege is kicsit lágyabb, visszafogottabb magasai vannak, mint a jávornak.

### Cseresznye
Nagyszerű hangszeranyag még a cseresznye is. Megtalálhatjuk Észak-Amerikában, Európában, de még Észak-Afrika hegyvidékein is. Könnyű és nem túl kemény anyag, szép, lágy rajzolata és halvány rózsaszínes árnyalata van. Sok hangszergyártó, köztük Ken Smith is előszeretettel alkalmazza mahagóni helyettesítésére, mivel hangja közel áll hozzá, bár annál nyíltabb, fényesebb. Ahhoz hasonló, mintha a mahagónit összeolvasztanánk a jávorral.

### Rózsafa
A gitár fogólapjához leggyakrabban használt anyagok a jávor; Stratocaster-ek és Telecaster-ek például különféle rózsafákból és ébenfákból készülnek. Rózsafa nem csak egyféle van, hanem több tucat. Színük a világosbarnától a vöröses vagy akár lilás árnyalatokon át egészen a feketéig bármilyen lehet. Néha homogén megjelenéssel, néha sokszínű mintázattal. Többnyire elég nehezek és tömörek, bár itt is elég nagyok az eltérések. Talán a legelterjedtebb fogólap anyag, de értékesebb hangszerekben használják a nyakhoz és a testhez is. Egy rózsafa fogólapos gitár melegebb hangú, mint ugyanaz a hangszer jávor vagy ében fogólappal, mivel a felső tartomány nem annyira nyílt és fényes, mint azokon.

### Ében
Az ébenfák elterjedtek az Egyenlítői Afrikában, Madagaszkáron, Indiában, Thaiföldön, de még az Amerikai Egyesült Államok déli részén is. A legkeresettebbek a feketés árnyalatú darabjai, bár az ében lehet fekete-barnás csíkos, vagy fekete-szürkés márványos árnyalatú is. Minden faja nagyon nehéz és kemény. Ebből adódóan tartós hangja gyorsan indul, kemény, intenzív és fényes karakterű. Mivel lassan növő és nem túl nagy termetű fafajta, általában nem olcsó. Ezért inkább csak a felsőbb osztályú hangszereken használják.

## Akusztikus gitár

### Éger (Alnus rubra)
Az égert széles körben használják gitártestnek könnyebb súlya (kb. 4 font súlyú egy Strat test) és teljes hangzása miatt. Zárt rostjai lehetővé teszik a könnyű megmunkálást. Az éger természetes színe világos napbarnított, kevés vagy egyáltalán nem kivehető erezetvonallal. Jól néz ki enyhén napbarnított vagy egységes színben is. Alacsony ára és jó tulajdonságai miatt az éger a legnépszerűbb fa. Hangzásáról azt állítják a legkiegyenlítettebb, egyenlő arányban van a mély, a közép és a magas hangtartomány. Évekig az éger volt a Fender testek alapja és jellegzetes hangzása a modern kortárs zene néhány legmaradandóbb darabjainak volt része.
Alkalmas: felsőborításnak, testanyagnak

### Kőris (Fraxinus americana)
A kőrisnek két nagyon különböző fajtája van: az északi kemény kőris és a mocsári kőris (déli puha kőris).
Az északi kemény kőris nagyon kemény, nehéz és tömör. Tömörsége hozzájárul a fényes hangzáshoz és hosszú hangkitartása miatt nagyon népszerű. Színe krémes, de előfordul, hogy belseje rózsaszínű vagy barna is lehet. A fafelület pórusai nyitottak és sok megmunkálást igényelnek a feltöltéshez.
A mocsári kőris egy díjnyertes fa több okból kifolyólag. Ez viszonylag könnyűsúlyú fa, ami miatt könnyen megkülönböztethető a kemény kőristől. Az ötvenes években a legtöbb Fender test mocsári kőrisből készült. Az erezet nyitott, színe krémes. Ez a fa kitűnő választás natúr megmunkáláshoz. Rendkívül muzikális, a világosság és melegség kellemes egyensúlyát kínálja.
Alkalmas: felsőborításnak, testanyagnak

### Hársfa (Tilia americana)
Egy könnyebb súlyú fa, általában 4 fontnál könnyebbek a belőlük készített Strat alakú testek. Színe fehér, de gyakran csúnya zöld ásványcsíkok láthatók a felületi erezeteken. Ez egy zárt rostú fa, de sokféleképpen megmunkálható. Nem jó világosra készíteni, mert kevés mintázata van. Elég puha, és  rosszul tűri a "durva bánásmódot". Jó hangzású, az amerikai hársfának kellemes, dörmögő hangja van jó középhangokkal. A 80’-as évektől egy népszerű hangú fa a „zúzók” körében is.
Alkalmas: testanyagnak

### Bubinga (Guibourtia demeusei)
Igen nehéz, tömör fa, melyet főleg basszusgitár nyakhoz vagy lamináláshoz használnak. A Rickenbacker használja fogólapnak, a Warwick testnek. Basszus nyaknak használva fényes középhang tartománnyal rendelkezik, telt, határozott alsó tartománnyal kiegészítve. A bubingából készült test nehéz, de jó a hangkitartása.
Alkalmas: felsőborításnak, testanyagnak, nyakanyagnak, fogólapnak

### Koa-fa (Acacia koa)
Ez a nagyon szép fa kizárólag Hawaiiról származik, ezért csak korlátozottan lehet hozzáférni. Súlya változó, közepestől a nehézig, nagyszerű hangzása van basszusgitár testként. Hangzása meleg, kicsit hasonlít a mahagónira, de kissé fényesebb. Úgy, mint a dió, ez is olajos lehet, de általában jól néz ki natúr megmunkálással is. Elvétve láng mintázattal is található.
Alkalmas: felsőborításnak, testanyagnak, nyakanyagnak

### Fekete korina (Terminalia superba)
Igazi nevén Limba, Afrikából származik. A fekete korina általában középnehéz fa, de alkalmanként könnyűsúlyú darabokkal is találkozhatunk. Kellemes olajzöld színe van, fekete csíkokkal. Természeténél fogva, viaszos érzetet kelt. Az olajos kidolgozás jól működik ennél a típusnál. Hangzása nagyon hasonlít a mahagónira, de több középhanggal rendelkezik. Kiváló hangzású üreges testekhez.
Alkalmas: felsőborításnak, testanyagnak

### Fehér korina (Terminalia superba)
Igazi nevén Limba, Afrikából. A fehér korina súlya közepes vagy nehéz. Természeténél fogva viaszos érzetet kelt. Hangzása hasonlít a mahagónira, több középhanggal. Kiváló választás üreges testekhez hangzása miatt. Klasszikus színárnyalatra fényezve, emlékeztet az ötvenes évek híres ’Korina Flying Vs’-re.
Alkalmas: felsőborításnak, testanyagnak, nyakanyagnak

### Mahagóni (Khaya ivorensis)
Az afrikai mahagóni testek készítéséhez használatos. Súlya közepestől a nehézig terjed. A mahagóni finom erezetű fa, nagyszerű zenei tulajdonságokkal. Hangja meleg és telt, jó kitartással. A Gibson elnevezésű márka kedvelt típusa. A mai idők leghíresebb rockzenéjével kapcsolódik össze. Jól mutat világos vagy áttetsző vörösre megmunkálva.
Alkalmas: felsőborításnak, testanyagnak, nyakanyagnak

### Kemény Juhar (Acer saccharum)
A juharnak két fajtája létezik. A keleti kemény juhar (kemény szikla juhar) és a nyugati lágy juhar (nagylevelű juhar). A kemény juhar igen nehéz, kemény és tömör fafajta. Ugyanez használatos gitárnyak készítéshez. Zárt erezetű tömött rostú, megmunkálása nem nehéz. Hangzása nagyon fényes, hosszú hangkitartással és élességgel. Jól mutat natúr vagy áttetsző színre fényezve.
Alkalmas: felsőborításnak, testanyagnak, nyakanyagnak, fogólapnak

### Lágy juhar (Acer macrophyllum)
Súlyát tekintve könnyebb, mint a kemény juhar, de ugyanolyan fehér színű. Fényes hangzású, harapós- és gyors felfutású hangok jellemzik, de nem olyan rideg, mint a keményebb fafajták. A „lángnyelves” és „paplanmintás” testek nyugati juharból készülnek. Ez a fajta juhar jól festhető.
Alkalmas: felsőborításnak, testanyagnak

### Lángnyelves juhar (Acer macrophyllum – Csendes-óceáni juhar)
A lángnyelves vagy tigrisfa juhar általában a csíkokra utal, melyet a képen láthatunk. A lángnyelv lehet tömör, széles, egyenes vagy görbe. Bár be lehet szerezni egy vagy két darabos egyszínű lángtestet, ez a fajta párosított, (szimmetrikus mintázatú) fedőlappal a legszebb.
Alkalmas: felsőborításnak, testanyagnak

### Paplanmintás juhar (Acer macrophyllum)
Ennek a fajta juharnak a mintázata eléggé ritka, leginkább a nyugati juharban található meg. Megkülönböztethető hullámos foltjairól vagy pattogatott kukorica jellegű megjelenéséről. Ez a mintázat változatos lehet a nagy, széles hullámoktól egészen a tömör, kis hólyagokig. Úgy, mint a lángnyelves juhart ezt a fajtát is leggyakrabban párosított fedőlapnak használják, de néha elérhető egy vagy két darabos egyszínű testekhez is.
Alkalmas: felsőborításnak, testanyagnak

### Madárszemes juhar (Acer saccharum-Hard Maple)
Ez a mintázat csak a keleti kemény juharfáknál található meg. A szem alakú mintázat általában nem fut mélyre a fában, ezért egyszínű testek nem léteznek. Párosított fedőlapnak használva eléggé feltűnő lehet.
Alkalmas: felsőborításnak, nyakanyagnak, fogólapnak

### Padouk, afrikai (Pterocarpus soyauxii)
Világos, élénk narancssárga színű, mely idővel meleg barnára oxidálódik. Ennek a viaszos tapintású fának nyílt erezetű szerkezete hasonlít a rózsafához, hangzása hasonló a juharhoz, nagyszerű középhangokkal és intonációval. Ez a nehéz, vagy közepes súlyú fa jól mutat olajosan megmunkálva vagy világos fényezéssel.
Alkalmas: felsőborításnak, testanyagnak, nyakanyagnak

### Nyárfa (Liriodendron tulipifera)
Ez egy másik elterjedt gitártest fa, melyet sok cég használt az évek során. Szürke/zöld színének köszönhetően ezt a fajtát leggyakrabban akkor használják, amikor egyszínű megmunkálást kell alkalmazni. Súlya általában kb. másfélszerese az égernek. Hangzását tekintve is hasonlít az égerhez. Zárt erezetű fa, mely jól megmunkálható.
Alkalmas: felsőborításnak, testanyagnak

### Indiai rózsafa (Dalbergia latifolia)
Egy nagyszerű egzotikus fa, gazdag, vastag erezettel, sokféle színben és mintázatban. Ezek a testek a keményfa kategóriát uralják, az egyszínű Strat testek súlya mindig legalább 6font vagy több. Az üreges vagy kamrás szerkezet választása jó ötletnek bizonyul, ha fontosnak tartjuk a súlyt. Olajos természete miatt nehéz lehet megmunkálni. Kerek, meleg hangokra számíthatunk a rózsafánál, sima magas hangvégződésekkel, lecsengésekkel. Az indiai rózsafa Tele testek a Beatles-es George Harrison miatt váltak népszerűvé a 70-es években.
Alkalmas: felsőborításnak, testanyagnak, nyakanyagnak, fogólapnak

### Amerikai dió (Juglans nigra)
Különböző színei és erezet mintázatai a dió ismertető jelei. Akár olajosra megmunkálva, vagy mély átlátszó fényezéssel, a dió kellemes vonzereje mindig érezhető. Ez egy nyitott rost szerkezetű fa. A nehézsúlyú kategóriába tartozik, de nem olyan nehéz, mint a juhar. Hangzása hasonlít a kemény juharhoz, de nem olyan fényes.
Alkalmas: felsőborításnak, testanyagnak, nyakanyagnak

### Wenge (Millettia laurentii)
Fekete és csokoládébarna csíkokkal rendelkezik. Általában negyedelve érhető el az egyenes erezet miatt. Hasonlít a nyílt erezetű zebrafához, de fekete. Ez a test a nehézsúlyú kategóriába tartozik, ezért az üreges vagy kamrás konstrukció hasznos lehet, ha fontos a súly. Súlya miatt jó hangkitartással rendelkezik. Olajos felületkezeléssel a legnépszerűbb, de nem szükséges felületkezelni sem. Hangja kiegyenlített, nagyszerű középhangokkal és gyors indítással. Kedvelik a basszusgitár készítők és lenyűgöző hangzással bír.
Alkalmas: felsőborításnak, testanyagnak, nyakanyagnak, fogólapnak

### Zebrafa (Microberlinia brazzavillensis)
Nyilvánvaló, hogy honnan kapta a nevét a zebrafa. Jellegzetes kinézete elárulja, hogy ez nem más, mint zebrafa. Ez a nyílt erezetű fa nagyon nehéz, ezért főleg párosított fedőlapnak használják. Testnek használva hangzása hasonlít a juharhoz.

### Forrás
alexagitar.hu